# Дін Стоквелл
Роберт Дін Стоквелл (англ. Robert Dean Stockwell; 5 березня 1936, Голлівуд, США — 7 листопада 2021), відоміший як Дін Стоквелл — американський актор. Номінант премії «Оскар», призер «Золотого глобуса» та Каннського кінофестивалю.

## Біографія
Дін Стоквелл народився у Північному Голлівуді (штат Каліфорнія) у сім'ї акторки та балерини Бетті Вероніки Оліветт і актора та співака Гаррі Стоквелла. Дін — молодший брат актора Гая Стоквелла.
Вперше з'явився на екрані разом зі своїм старшим братом у віці 7 років. Практично відразу став виконувати ролі першого плану. У 1945 році зіграв у мюзиклі «Підняти якоря» з Джином Келлі і Френком Сінатрою. У 1947 році за роль сина персонажа Грегорі Пека у фільмі «Джентльменська угода» отримав премію «Золотий глобус» як найкращий починаючий актор. У 1950 разом з Еролом Флінном зіграв головну роль у фільмі за романом Редьярда Кіплінга «Кім».
На відміну від багатьох зірок-дітей успішно продовжив свою кар'єру. У 1959 і 1962 роках його робота в фільмах «Насильство» та «Довгий день йде в ніч» була відзначена нагородами Каннського кінофестивалю.
У 1970-х багато знімався на телебаченні. У 1986 році зіграв епізодичну, але пам'ятну роль одного з антагоністів у фільмі «Синій оксамит» Девіда Лінча, манірного наркодилера Бена. З Лінчем Дін також встиг попрацювати в 1984 році в екранізації роману Френка Герберта «Дюна», де Стоквелл зіграв зрадника герцога Літо Атрейдеса, доктора Веллінгтона Юела. У 1988 роль ватажка мафії у фільмі «Одружена з мафією» принесла йому номінацію на «Оскар».
Наприкінці 1980-х отримав широку популярність завдяки фантастичному телесеріалу «Квантовий стрибок». 29 лютого 1992 року (день «квантового стрибка») удостоївся зірки на Голлівудській алеї слави.
У числі останніх помітних ролей актора, поява в серіалі Зоряний крейсер «Галактика» — у ньому Стоквелл грає цинічного сайлона.

## Фільмографія
- 1945 — Долина Рішучості / The Valley of Decision — Полі Скотт
- 1945 — Підняти якорі / The Valley of Decision — Дональд Мартін
- 1945 — Ебботт і Костелло у Голлівуді / — грає самого себе
- 1946 — Зелені роки / The Green Years — Роберт Шеннон у дитинстві
- 1946 — Home, Sweet Homicide — Арчі Карстайр
- 1947 — Могутній Макгурк / The Mighty McGurk — хлопчик
- 1947 — Дійсно важлива персона — Біллі Рейлі
- 1947 — The Arnelo Affair — Рики Парксон
- 1947 — The Romance of Rosy Ridge — Ендрю Макбін
- 1947 — Пісня худорлявої людини / Song of the Thin Man — Нік Чарльз-молодший
- 1947 — Джентльменська угода / Gentleman's Agreement — Томмі Грін
- 1948 — Глибокі води / Deep Waters — Донні Мітчелл
- 1948 — Хлопчик із зеленим волоссям / The Boy with Green Hair — Пітер Фрай
- 1949 — Вниз до моря на кораблях — Джед Джой
- 1949 — Таємний сад / The Secret Garden — Колін Крейвен
- 1950 — Зірки у моїй короні / Stars in My Crown — Джон Кеніон
- 1950 — Щасливі роки / The Happy Years — Джон Хампердінк Стоувер
- 1950 — Кім / Kim — Кім
- 1951 — Cattle Drive — Честер Грехам-молодший
- 1956 — Front Row Center (телесеріал, епізод Innocent Witness) — Девід
- 1956 — Matinee Theatre (телесеріал, 4 епизоди)
- 1956 — Schlitz Playhouse of Stars (телесеріал, епизод Washington Incident)
- 1957 — Зброя для боягуза — Хейд (Гаррі) Кью
- 1957 — The United States Steel Hour (телесеріал, епізод Victim)
- 1957 — Кульмінація / Climax! (телесеріал, епізод «Вбивця — це відьма») — Лес Маршалл
- 1957 — Безтурботні роки — Джеррі Вернон
- 1958 — The Restless Gun (телесеріал, епізод Mercyday)
- 1958 — Cimarron City (телесеріал, епізод Kid on a Calico Horse) — Бад Татум
- 1958—1959 — General Electric Theater (телесеріал, епізоди The Family Man, God Is My Judge) — Кліт, Джон Таунсенд
- 1959 — Театр 90 / Playhouse 90 (телесеріал, епізод «Зроблено в Японії») — Рой Ріверлі
- 1959 — Насилля / Compulsion — Джадд Стейнер
- 1959 — Johnny Staccato (телесеріал, епізод «Природа ночі») — Дейв
- 1960 — Сини та коханці / Sons and Lovers — Пол Морел
- 1962 — Довгий день йде у ніч / Long Day's Journey Into Night — Эдмунд Тайрон
- 1965 — Захоплення / Rapture — Джозеф
- 1968 — Псих виходить / Psych-Out — Дейв
- 1970 — Жах у Данвичі / The Dunwich Horror — Вілбур Вотелі
- 1970 — Останній фільм / The Last Movie — Біллі
- 1973 — Перевертень у Вашингтоні / The Werewolf of Washington — Джек Вайттьер
- 1973 — Едвард Муйбрідж, художник тварин / Eadweard Muybridge, Zoopraxographer — оповідач
- 1973 — Сліди / Tracks — Марк
- 1982 — Несправедливість — це правда / Wrong Is Right — начальник хакерів
- 1982 — Neil Young: Human Highway — Отто Кварц
- 1982 — Альсіно і Кондор / Alsino y el cóndor — Френк
- 1984 — Париж, Техас / Paris, Texas — Волт Гендерсон
- 1984 — Дюна / Dune — доктор Веллінгтон Юі
- 1985 — Легенда про Біллі Джин / The Legend of Billie Jean — Мюльдор
- 1985 — Жити та померти у Лос-Анджелесі / To Live and Die in L.A. — Боб Граймс
- 1985 — Папа був проповідником — Джон
- 1985 — Вбити незнайомця — Джон Карвер
- 1986 — Синій оксамит / Blue Velvet — Бен
- 1987 — Сади каменів / Gardens of Stone — капітан Гомер Томас
- 1987 — Поліцейський з Беверлі Хіллз II / Beverly Hills Cop II — Чарльз (Чіп) Кейн
- 1987 — Охоронець часу / The Time Guardian — Бос
- 1988 — Блакитна ігуана / The Blue Iguana — детектив Карл Стрік
- 1988 — Такер: Людина і його мрія / Tucker: The Man and His Dream — Говард Хьюз
- 1988 — Одружена з мафією / Married to the Mob — Тонні (Тигр) Руссо
- 1988 — Jorge, um Brasileiro — Маріо
- 1988 — Пале Рояль / Palais Royale — Майкл Датталіко
- 1989—1993 — Квантовий стрибок / Quantum Leap (телесеріал) — адмірал Ал Калавіччі
- 1989 — Підняти максимальні ставки / Limit Up — Пітер Оук
- 1990 — Зворотний слід / Catchfire — Джон Лупоні
- 1991 — Син ранкової зірки / Son of the Morning Star (телефільм) — генерал Філіп Шерідан
- 1992 — Гравець / The Player — Енді Чівелла
- 1992 — Ганьба / Shame (телефільм) — Тім Кьортіс
- 1992 — Друзі та вороги / Friends and Enemies — Фредді
- 1994 — За службовим обов'язком: Ціна помсти / In the Line of Duty: The Price of Vengeance (телефільм) — Джек Лоуі
- 1994 — Конвоїри / Chasers — матрос Стіг
- 1994 — Зникаючий син 2 / Vanishing Son II (телефільм) — Мікі Джо
- 1994 — Переконливий доказ / Justice in a Small Town (телефільм) — Сем Колдуелл
- 1994 — Невинний / The Innocent (телефільм) — капітан Джейсон Флабо
- 1994 — Мадонна: Втрачена невинність / Madonna: Innocence Lost (телефільм) — Тоні Чікконе
- 1995 — Лангольери / Stephen King's The Langoliers (телефільм) — письменник Боб Дженкінс
- 1995 — Оголені душі / Naked Souls — Дункан
- 1996 — Пан Помилка / Mr. Wrong — Джек Тремптон
- 1996 — Унабомбер: Справжня історія / Unabomber: The True Story (телефильм) — Бен Джеффріс
- 1996 — Останній притулок / Last Resort — Сірий Вовк
- 1997 — Поряд з небезпекою / Close to Danger (телефільм) — доктор Еймс
- 1997 — Флот МакХейла / McHale's Navy — капітан Воллес Биндхамптон
- 1997 — Опівнічний смуток / Midnight Blue — Катц-Фіней
- 1997 — Ризикуючи життям / Living in Peril — Вільям
- 1997 — Літак президента / Air Force One — міністр оборони Волтер Дин
- 1997 — Благодійник / The Rainmaker — суддя Харві Хейл
- 1998 — Люди-тіні / The Shadow Men — Стен Міллс
- 1999 — Законник / Restraining Order — Чарлі Месон
- 1999 — Темні води / Water Damage — детектив Френк Скофаріс
- 1999 — Проєкт Венери / The Venice Project — сенатор Кемпбелл
- 1999 — Сімейні таємниці / Rites of Passage — Делл Фаррадей
- 2000 — Нашестя тарганів / They Nest (телефільм) — шериф Ноббс
- 2001 — Солдати Буффало / Buffalo Soldiers — Генерал-майор Ланкастер
- 2001 — Давай зробимо це швидко / The Quickie — Майкл
- 2004—2009 — Зоряний крейсер «Галактика» / Battlestar Galactica (телесеріал) — брат Кевіл / Перший
- 2004 — Манчжурський кандидат / The Manchurian Candidate — Марк Уайтинг
- 2006 — Угода / The Deal — агент Тремейн
- 2009 — Зоряний крейсер «Галактика»: План / Battlestar Galactica: The Plan (телефільм) — брат Кевіл / Перший
- 2009 — Жах у Данвичі — доктор Генрі Армітаж